# ヨアヒム・マイスナー
ヨアヒム・マイスナー（Joachim Kardinal Meisner, 1933年12月25日 - 2017年7月5日）は、ケルン大司教区の第94代大司教（1989年 - 2014年）、枢機卿。
ブレースラウ（現ポーランド・ヴロツワフ）に生まれ、エアフルトの神学院で学び、神学者の資格を得る。1962年にエアフルト教区の司祭として叙階され、1975年にエアフルト教区補佐司教、1980年にベルリン大司教、1983年に枢機卿に任命された。1989年に第94代ケルン大司教に就任。高齢のため、2014年に教皇フランシスコにより辞職が認められた。
2017年7月5日、ドイツ南東部のバートフュッシンクで死去。83歳没。